# Gare de Yumesakigawa
La gare de Yumesakigawa (夢前川駅, Yumesakigawa-eki) est une gare ferroviaire localisée dans la ville d'Himeji, dans la préfecture de Hyōgo au Japon. La gare est exploitée par la compagnie Sanyo Electric Railway, sur la ligne Aboshi. Le numéro de la gare est SY 52.

## Situation ferroviaire
Établie à 5 mètres d'altitude, la gare de Yumesakigawa est située au point kilométrique (PK) 3.6 de la ligne Sanyō Aboshi.

## Histoire
C'est le 15 octobre 1940 que la gare est inaugurée.
En 2013, la fréquentation journalière de la gare était de 955 personnes.
| 2010 | 2011 | 2012 | 2013 |
| 917  | 922  | 937  | 955  |

## Service des voyageurs

### Accueil
La gare est une halte sans service et sans personnel.

### Desserte
La gare de Yumesakigawa est une gare disposant de deux quais et de deux voies.
| N° de voie | Ligne  | Direction                |
| ---------- | ------ | ------------------------ |
| Côté sud   | Aboshi | Aboshi                   |
| Côté nord  | Aboshi | Shikama - Himeji - Osaka |

Installations et desserte
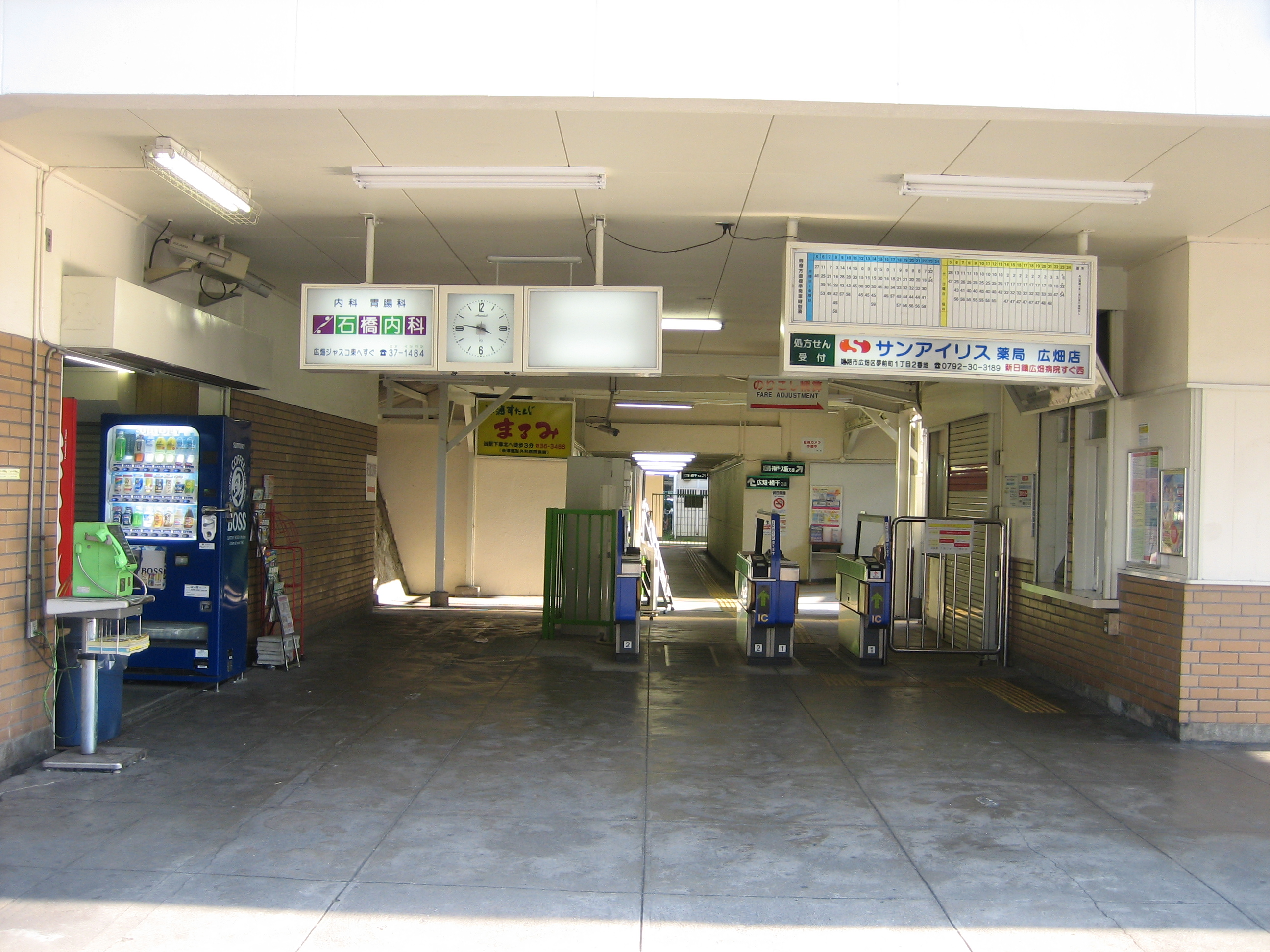
Portillons d’accès au quais
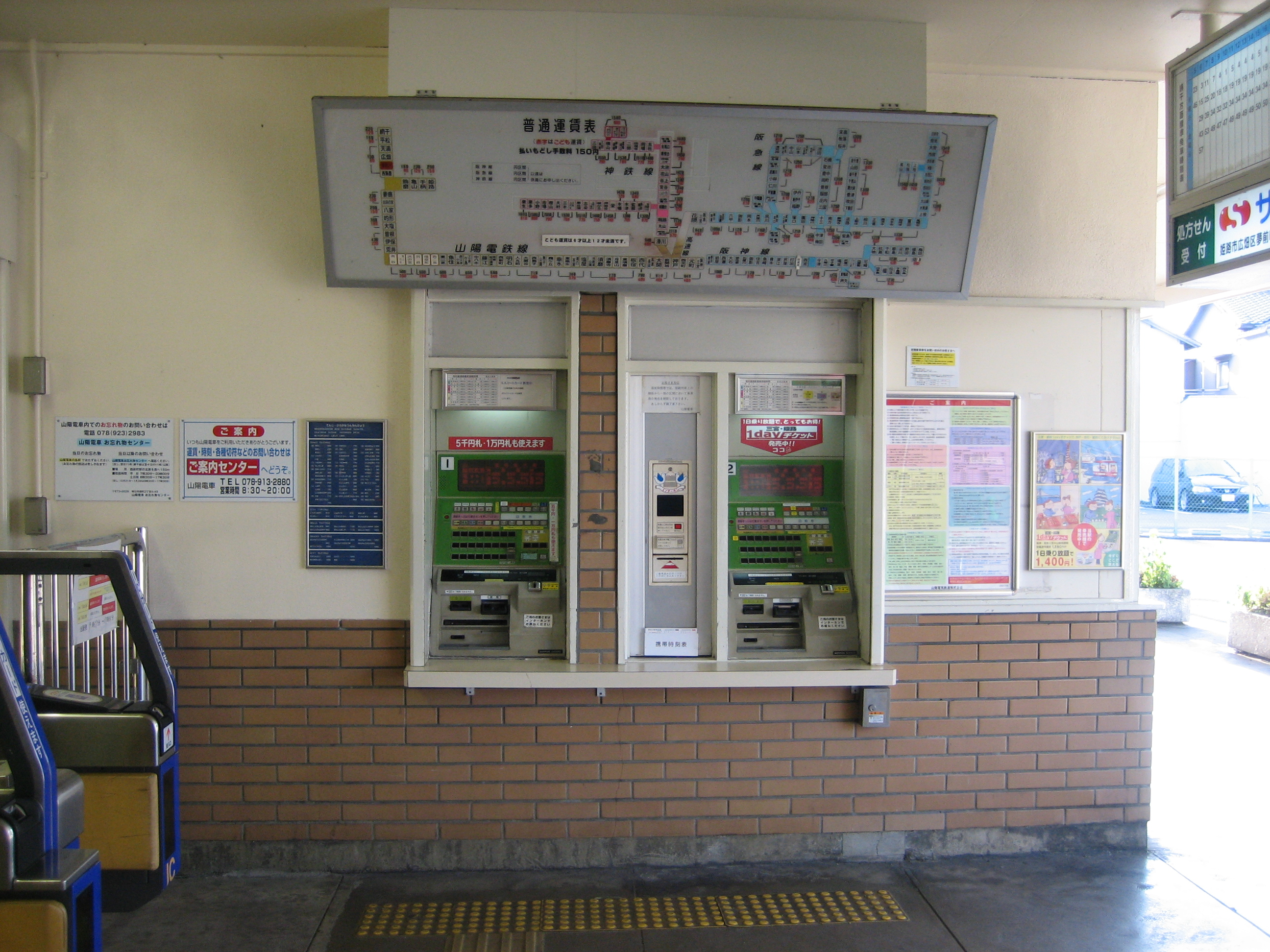
Billetterie automatique d'achat de tickets de transport.

### Site d’intérêt
- Le sanctuaire shinto Aga-jinja